# Sphecodosoma pratti
Sphecodosoma pratti är en biart som beskrevs av Crawford 1907. Sphecodosoma pratti ingår i släktet Sphecodosoma och familjen vägbin. Inga underarter finns listade i Catalogue of Life.